# Superkondensator
 For alternative betydninger, se kondensator.
En superkondensator, superkapacitor, nano-kondensator, ultrakondensator, EDLC (electric double-layer capacitor) og ultrakapacitor er en elektrokemisk kondensator, der har en usædvanlig stor energitæthed sammenlignet med f.eks. almindelige elektrolytkondensatorer. De er specielt interessante for anvendelse i hybridbiler og som supplerende energilager for elektriske biler
 og sporvogne.

## Historie
Den første superkondensator baseret på en dobbeltlagsmekanisme blev udviklet i 1957 af General Electric ved anvendelse af porøs carbon elektrode 
Man troede at energien blev gemt i carbon-porerne og den udviste "exceptionel høj kapacitans", selv mekanismen var ukendt dengang. Det blev Standard Oil Company, Cleveland (SOHIO), der i 1966 patenterede en komponent, som gemte energi i dobbeltlagsgrænsefladen.

## Status
De første forsøg med superkondensatorer i industrielle anvendelser blev til energistøtte af robotter.

I 2005 valgte virksomheden Diehl Luftfahrt Elektronik GmbH ultrakondensatorer af typen Boostcap® (fra Maxwell Technologies) til at energiforsyne nødberedskabssystemer (døre og nødslidsker) i passagerfly, inklusiv den nye Airbus A380-jumbojet.

I 2006 begyndte Joel Schindall og hans team ved MIT at arbejde på et "superbatteri", der anvender nanorørteknologi til at forbedre superkondensatoren. De håber at have lavet en prototype indenfor de næste få måneder og derefter få dem markedsklar indenfor 5 år. 
I Kina eksperimenteres med en ny form for Trolleybus, som kører uden luftledninger, men der i stedet kører på energi gemt i bussens superkondensatorer, som hurtigt oplades ved hver busstoppested. Nogle få prototyper blev testet i Shanghai i starten af 2005.
I 2014 blev ideen testet om man kan lave superkondensatorer i metermål - og det kan man - og den ligner blot et kabel.

## Egenskaber
Superkondensatorer energilagre har adskillige gode egenskaber i forhold til konventionelle batterier:
- Meget høj ladnings- og afladningshastighed.
- Lav slitage – selv efter 100.000 lade-/aflade-cykler.
- God reversibilitet.
- De anvendte materialer er relativt ugiftige.
- Lavt cyklus energitab (95% eller mere kan hentes ud igen)

Ulemper:
- Energimængden gemt per enhed masse er betydeligt lavere end et konventionelt kemisk batteri (3-5 Wh/kg for hidtidige superkondensatorer sammenlignet med 30-40 Wh/kg for et batteri).
- Spændingen varierer med mængden af gemt energi. For effektivt at gemme og hente energien kræves sofistikeret SMPS-teknologi.
- De har den højeste dielektriske absorption af alle typer af kondensatorer.